# Racionalidade
Racionalidade é a qualidade ou estado de ser sensato, com base em fatos ou razões. A racionalidade implica a conformidade de suas crenças com umas próprias razões para crer, ou de suas ações com umas razões para a ação. “Racionalidade" tem significados diferentes especializados em economia, sociologia, psicologia, biologia evolutiva e ciência política. Uma decisão racional é aquela que não é apenas fundamentada, mas também é ideal para alcançar um objetivo ou resolver um problema.
Determinar otimização para o comportamento racional exige uma formulação quantificável do problema, e fazer várias suposições-chave. Quando o objetivo ou problema envolve a tomada de uma decisão, o fator de racionalidade em quanta informação está disponível (por exemplo, conhecimento completo ou incompleto). Coletivamente, a formulação e pressupostos de fundo são o modelo em que a racionalidade se aplica. Ilustrando a relatividade da racionalidade: se alguém aceita um modelo no qual beneficiando a si mesmo é o ideal, em seguida, a racionalidade é equiparado a um comportamento que é auto interessado, a ponto de ser egoísta; enquanto que, se alguém aceita um modelo no qual a beneficiar o grupo é o ideal, então o comportamento puramente egoísta é considerado irracional. É, portanto, sem sentido de afirmar a racionalidade sem especificar também os pressupostos do modelo de fundo que descrevem como o problema é enquadrado e formulado.

## Teorias da racionalidade

### Max Weber
O sociólogo alemão Max Weber propôs uma interpretação da ação social que distingue entre quatro diferentes tipos ideais de racionalidade. O primeiro tipo, que ele chamou Zweckrational ou racionalidade instrumental ou proposital, está relacionado com as expectativas sobre o comportamento de outros seres humanos ou de objetos no ambiente. Essas expectativas servem como meios para um determinado ator atingir fins, que, segundo Weber, seriam  "racionalmente perseguidos e calculados." O segundo tipo foi chamado por Weber Wertrational, ou seja, orientado por crença ou valor. Aqui, a ação é realizada por motivos intrínsecos ao ator (éticos, estéticos, religiosos ou  outros). O terceiro tipo é o afetivo, determinado pelos afetos, sentimentos ou emoções  do  ator, e  o próprio Weber o considerava como um tipo de racionalidade que estava no limite do que ele considerava como  "significativamente orientado ." O quarto tipo é o tradicional ou convencional, determinada pelo hábito enraizado. Weber enfatizou que era muito raro encontrar apenas uma dessas orientações isolada: combinações eram a norma. Ele também considerava as duas primeiras como as mais importantes, e é discutível se  o terceiro e o quarto tipos podem ser subtipos dos dois primeiros.
A vantagem da interpretação de Weber da racionalidade é que ele evita fazer juízos de valor, como, por exemplo, considerar que certos tipos de crenças são irracionais. Em vez disso, Weber sugere, como base ou motivo, razões religiosas ou afetivas, por exemplo, que podem atender ao critério de explicação ou justificação, mesmo se não for uma explicação que se encaixa na orientação Zweckrational  de meios e fins. Portanto, o oposto também é verdade: algumas explicações de meios-fins  não vão satisfazer aqueles cujas bases para a ação forem  Wertrational.
As construções de Weber sobre racionalidade foram criticadas tanto da perspectiva habermasiana (1984), como sendo desprovida de contexto social e teoricamente mal desenvolvida, no que se refere ao  poder social De uma perspectiva feminista  as construções  de Weber sobre a racionalidade são vistas como imbuídas de valores masculinos e orientadas para a manutenção do poder masculino. Uma posição alternativa sobre a racionalidade (que inclui tanto a racionalidade limitada   como os argumentos weberianos baseados em afetos e valores, pode ser encontrada na crítica de Etzioni,que reformula o pensamento sobre a tomada de decisões para defender uma inversão da posição apresentada por Weber. Etzioni ilustra como o raciocínio proposital/instrumental é subordinado a considerações normativas (ideias sobre como as pessoas "devem" comportar-se) e  afetivas (como um sistema de apoio para o desenvolvimento das relações humanas).

### Psicologia de raciocínio
Na psicologia do raciocínio, psicólogos e cientistas cognitivos têm defendido posições diferentes sobre a racionalidade humana. Um ponto de vista de destaque, devido a Philip Johnson-Laird e Ruth MJ Byrne entre outros, é que os seres humanos são racionais, em princípio, mas erram na prática, ou seja, os seres humanos têm a competência para ser racional, mas seu desempenho é limitado por vários fatores. No entanto, tem-se argumentado que muitos teste padrão de raciocínio, tais como aqueles na falácia da conjunção, na tarefa de seleção de Wason , ou a falácia taxa básica sofrem de problemas metodológicos e conceituais. Isto levou a disputas em psicologia sobre se os pesquisadores devem (apenas) usar as regras padrão de lógica, a teoria da probabilidade e estatística, ou teoria da escolha racional como as normas de bom raciocínio. Os opositores deste ponto de vista, como Gerd Gigerenzer, a favor de uma concepção de racionalidade limitada, especialmente para tarefas sob alta incerteza.

### Richard Brandt
Richard Brandt propôs uma definição reforma da racionalidade, defendendo que alguém é racional se suas noções sobreviverem a uma forma de psicoterapia cognitiva.

## Qualidade da racionalidade
Acredita-se por alguns filósofos(notadamente AC Grayling) que uma boa justificativa deve ser independente das emoções, sentimentos pessoais ou qualquer tipo de instintos. Qualquer processo de avaliação ou análise, que pode ser chamado de racional, deve ser altamente objetiva, lógica e "mecânica". Se estes requisitos mínimos não são satisfeitos, ou o de irracional, devido à injeção de viés subjetivo.
Ciência cognitiva moderna e neurociência estudam o papel da emoção na função mental (incluindo temas que vão desde lampejos de compreensão científica para fazer planos para o futuro), que nenhum ser humano jamais satisfará este critério, exceto, talvez, uma pessoa sem sentimentos afetivos, por exemplo, um indivíduo com uma amígdala massivamente danificada ou psicopatia grave. Assim, uma forma idealizada de racionalidade é mais bem exemplificada por computadores, e não pessoas. No entanto, os estudiosos podem produtiva apelar para a idealização como um ponto de referência.

## Racionalidade teórica e prática
Kant tinha distinguido teórico da razão prática. Racionalidade teórica Jesús Mosterín faz uma distinção paralela entre a racionalidade teórica e prática, embora, de acordo com ele, a razão e a racionalidade não são os mesmos: a razão seria uma faculdade psicológica, ao passo que a racionalidade é uma estratégia de otimização. Os seres humanos não são racionais por definição, mas eles podem pensar e agir racionalmente ou não, dependendo se eles se aplicam, explícita ou implicitamente, a estratégia de racionalidade teórica e prática para os pensamentos que eles aceitam e às ações que realizam.
Racionalidade teórica tem um componente formal que reduz a consistência lógica e um componente material que reduz a sustentação empírica, com base em nossos mecanismos inatos de detecção e interpretação de sinais. Mosterín distingue entre involuntário e crença implícita, por um lado, e da aceitação voluntária e explícita, por outro. Racionalidade teórica pode mais adequadamente ser dita para regular nossas aceitações de nossas crenças. Racionalidade prática é a estratégia para viver uma vida melhor forma possível, alcançar os seus objetivos mais importantes e suas preferências na medida do possível.

## Exemplos de diferentes áreas

### Economia
Indivíduos ou organizações são chamadas racionais, se tomarem as melhores decisões em busca de seus objetivos. É nestes termos que se fala, por exemplo, de uma alocação racional dos recursos, ou de uma estratégia empresarial racional. Para tal "racionalidade", os objetivos do tomador de decisão são tomados como parte do modelo, e não é sujeito à crítica, ética ou não.
Debates surgem nestes quatro campos sobre se ou não as pessoas ou organizações são "realmente" racional, assim como se faz sentido para modelá-los como tal em modelos formais. Alguns têm argumentado que uma espécie de racionalidade limitada faz mais sentido para tais modelos.
Outros pensam que qualquer tipo de racionalidade nos moldes da teoria da escolha racional é um conceito inútil para a compreensão do comportamento humano; o termo homo economicus (homem econômico: o homem imaginário que está sendo assumido nos modelos econômicos que é logicamente consistente, porém imoral) foi criado em grande parte, em homenagem a este ponto de vista.

### Inteligência artificial
Dentro da inteligência artificial, um agente racional é aquele que maximiza sua utilidade esperada, dado o seu conhecimento atual. Utility é a utilidade das consequências de suas ações. A função de utilidade é definida arbitrariamente pelo designer, mas deve ser uma função de "performance", que são as consequências diretamente mensuráveis, tais como ganhar ou perder dinheiro. A fim de tornar um agente seguro que desempenha defensiva, uma função não linear do desempenho é muitas vezes desejada, de modo que a recompensa para vencer é mais baixo do que o castigo por perder. Um agente pode ser racional dentro de sua própria área de problema, mas encontrar a decisão racional para os problemas arbitrariamente complexas não é praticamente possível. A racionalidade do pensamento humano é um problema chave na psicologia do raciocínio.